# 石山茂利夫
石山 茂利夫（いしやま もりお、1943年 - 2009年）は、日本の新聞記者、文筆家。

## 人物・来歴
早稲田大学政経学部卒、1967年読売新聞社入社。浦和支局を振り出しに社会部記者、日曜版編集部次長、文化部次長、新聞監査委員会委員などをへて退職。

## 著書
- 『文部官僚の逆襲』講談社, 1986
- 『生徒刺傷 公立中学で何が起きているか』講談社, 1988 「中学校教師 現場で何が起きているか」講談社文庫 1995
- 『日本語矯めつ眇めつ いまどきの辞書14種のことば探検』徳間書店, 1990
- 『今様こくご辞書』読売新聞社, 1998
- 『裏読み深読み国語辞書』草思社, 2001　のち文庫
- 『国語辞書事件簿』草思社, 2004
- 『国語辞書誰も知らない出生の秘密』草思社, 2007